# 877年
| 千纪： | 1千纪                                                                                           |
| 世纪： | 8世纪 \| 9世纪 \| 10世纪                                                                        |
| 年代： | 840年代 \| 850年代 \| 860年代 \| 870年代 \| 880年代 \| 890年代 \| 900年代                       |
| 年份： | 872年 \| 873年 \| 874年 \| 875年 \| 876年 \| 877年 \| 878年 \| 879年 \| 880年 \| 881年 \| 882年 |
| 纪年： | 丁酉年（鸡年）；唐乾符四年；南詔建極十八年、贞明承智大同元年；日本貞觀十九年，元慶元年          |

## 大事记
- 王仙芝在黃梅（今湖北黃梅西北）兵敗被殺，餘部奔亳州（今安徽亳州）投靠黃巢，推黃巢為黃王，自稱「沖天大將軍」，年號王霸。
- 朱溫參加黃巢之亂。
- 吐蕃王朝解體，形成許多大小不等的割據勢力。
- 阿格拉布王朝對拜占庭帝國在西西里的首府敘拉古發動敘拉古之圍。
- 君士坦丁堡普世牧首伊格納提奧斯去世後，巴西爾一世恢復在第四次君士坦丁堡公會議被廢黜的佛提烏的牧首職位。

## 出生
- 王建，高丽第一位国王（943年去世，66岁）

## 逝世
- 10月5日——查理二世，加洛林王朝的西法兰克国王，法兰克帝国皇帝（823年出生，46岁）
- 王仙芝，唐末民變領袖。